# Tercé
Tercé là một xã, tọa lạc ở tỉnh Vienne trong vùng Nouvelle-Aquitaine, Pháp. Xã này có diện tích 23,53 km², dân số năm 2006 là 1055 người. Xã nằm ở khu vực có độ cao trung bình 118 m trên mực nước biển.

## Hành chính
| Danh sách các xã trưởng |           |                   |      |         |
| Giai đoạn               | Giai đoạn | Tên               | Đảng | Tư cách |
| mars 1983               | mars 2001 | François Jallais  | DVG  |         |
| mars 2001               |           | Christian Richard | DVG  |         |

## Biến động dân số
| Năm | 1962 | 1968 | 1975 | 1982 | 1990 | 1999  | 2006  |
| --- | ---- | ---- | ---- | ---- | ---- | ----- | ----- |
| Dân số | 660  | 675  | 624  | 826  | 952  | 1 015 | 1 055 |
| From the year 1962 on: No double counting—residents of multiple communes (e.g. students and military personnel) are counted only once. |      |      |      |      |      |       |       |